# Cerkiew Opieki Matki Bożej w Kołobrzegu
Cerkiew Opieki Matki Bożej w Kołobrzegu – cerkiew greckokatolicka należąca do dekanatu koszalińskiego eparchii wrocławsko-koszalińskiej.

## Historia
Świątynia została wzniesiona na początku XX wieku jako kaplica szpitalna. W latach 90-tych ubiegłego wieku budynek został rozbudowany o pięcioboczne zamknięte prezbiterium oraz dwie boczne salki w części południowo-zachodniej.
Cerkiew została poświęcona 25 maja 1996 roku.
Świątynia od 2014 roku znajduje się w wykazie obiektów ujętych w gminnej ewidencji zabytków miasta Kołobrzeg

## Architektura
Główna część świątyni jest otynkowaną kaplicą o zwartej bryle, na rzucie prostokąta ustawionego prostopadle do rzeki Parsęty, z dwoma aneksami przy dłuższych bokach. Całość jest nakryta dachem trójspadowym. Szczytowa elewacja frontowa charakteryzuje się historyzującą formą świątyni klasycznej, z czterema pilastrami podpierającymi belkowanie (z gładkim fryzem i wydatnym profilowym gzymsem wieńczącym) będące podstawą płaskiego tympanonu, ograniczonego połaciami dachowymi korpusu. Osiowość szczytu jest podkreślona przez centralnie usytuowane wejście zakończone łukowym naświetlem górnym i półkoliste okno umieszczone nad gzymsem. Dostawione w latach 90. ubiegłego wieku wieloboczne zamkniecie prezbiterium oraz sale z jego lewej i prawej strony, o wysokości podobnej jak boczne aneksy, zostało nakryte dachami trójspadowymi. Nawa główna charakteryzuje się ośmiokątną sygnaturką, zwieńczoną dachem cebulowym. Dwie mniejsze sygnaturki posiadają także boczne dobudówki. Pokrycie całości dachów, opierzenia, rynny i rury spustowe zostały wykonane z blachy miedzianej. Okna z opaskami profilowanymi, w wyższych ścianach są zwieńczone łukowo, z kolei  pozostałe charakteryzują się płaskimi nadprożami. Wszystkie drzwi zewnętrzne są drewniane i są ozdobione półkolistymi albo koszowymi naświetlami górnymi.
Cerkiew, pomimo rozbudowy zachowała wyraźna oryginalną formę architektoniczną, a także kompozycję fasady frontowej. Wspomniana wyżej rozbudowa z latach 90. ubiegłego stulecia w harmonijny sposób łączy się z pierwotnym kształtem architektonicznym i wystrojem elewacji